# 祈る隠遁者
『祈る隠遁者』（いのるいんとんしゃ、西: Hermita orando、英: Praying Hermit）は、17世紀フランスの画家ジャン・ルメールが1637-1638年にキャンバス上に油彩で制作した風景画である。スペイン王フェリペ4世がマドリードのブエン・レティーロ宮殿の装飾プロジェクトのためにローマにいたジャン・ルメールに委嘱した。描かれている隠者については、誰であるのかを特定するようなモティーフは表されていない。マドリードのプラド美術館が1819年に開館して以来、美術館の所蔵作品となっている。

## 背景
ブエン・レティーロ宮殿の装飾のために多くの風景画がフランドルとローマで制作されたが、このプロジェクトにはローマ在中のクロード・ロラン、ニコラ・プッサンなどフランス人画家たちも携わった。スペイン王フェリペ4世の要請で、ルメールは自身の画業において最大の作品を制作することとなったが、連作中の他作品との統一感を生むために、隠遁者が跪いて祈りを捧げる姿、側面観の人物像およびそのサイズが指定されていた。本作の隠遁者については諸説があり、アンティオキアのイグナティオスからテーベの隠者聖パウルスにいたるまで、様々な人物の名が候補として挙げられているが、いずれの人物特定も決定的なものではない。
人物以外の構図は象徴的な意味を持った古代ローマの彫刻的、建築的遺産の「コラージュ」となっており、これはルメールの作品に特徴的な手法である。隠遁者の背後に見られるオベリスクは、1630年にフランチェスコ・バルベリーニ枢機卿の要請で発掘されたもので、枢機卿は2年後、このオベリスクをローマのクイリナーレにある自身の新宮殿の庭園に移設した。当時、オベリスクは破損し、3つの部分に分割されていたため、おそらくルメールは、芸術庇護者カッシアーノ・ダル・ポッツォの要請で作られた素描を参考にして、本作に再現したのであろう。画面右側にはサンタ・コンスタンツァの石棺が見られるが、そこに施されたレリーフはすべて同定することが可能で、このレリーフもやはりカッシアーノ・ダル・ポッツォの要請で作られた素描にもとづいている。石棺の上に置かれているのは「メディチの甕」で、当時、バルベリーニ枢機卿が家族と暮らしていたローマのヴィラ・メディチにあったものである。おそらくバルベリーニの親スペイン的な気質を理由に、一族のことをスペイン王に示すこのモティーフが描かれたのであろう。
画面に見られるほかの廃墟の建築物に関しては、美術史家のファジョーロ・デッラルコが、実際の観察よりも16世紀に大量に発刊された古代文化に関する文献から着想を得ていることを明らかにしている。たとえば、後景にある円形競技場は、ウィトルウィウスの『建築十書』で再現されている建築物と一致している。
なお、1700年にスペイン王カルロス2世が没して制作された財産目録には別のルメールの作品『廃墟』が記載されているが、本作同様にブエン・レティーロ宮殿の装飾のために依頼された作品であると思われる。

## ブエン・レティーロ宮殿のための隠遁者を描いた風景画の一部 (プラド美術館蔵)

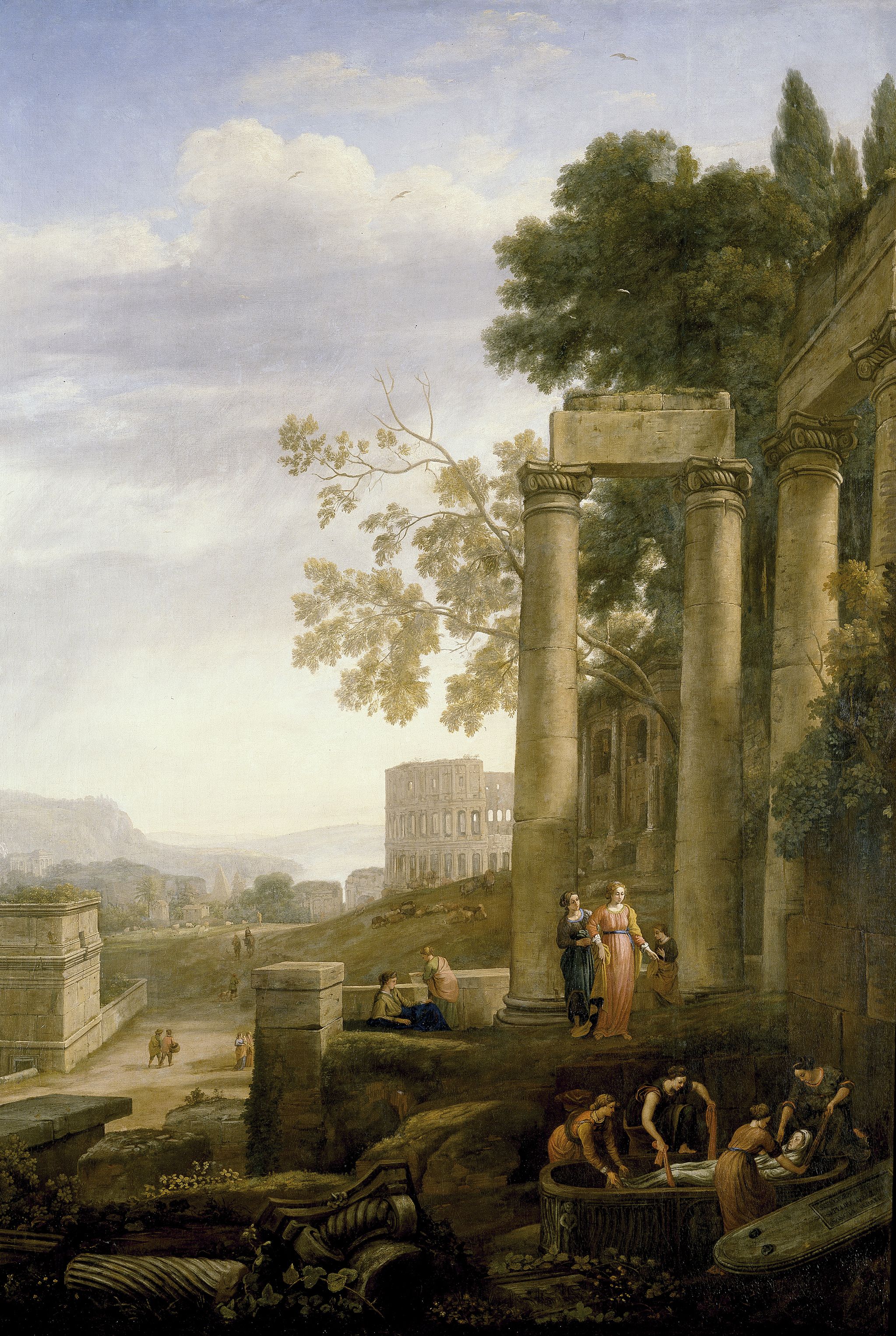
クロード・ロラン『聖セラピアの埋葬のある風景』
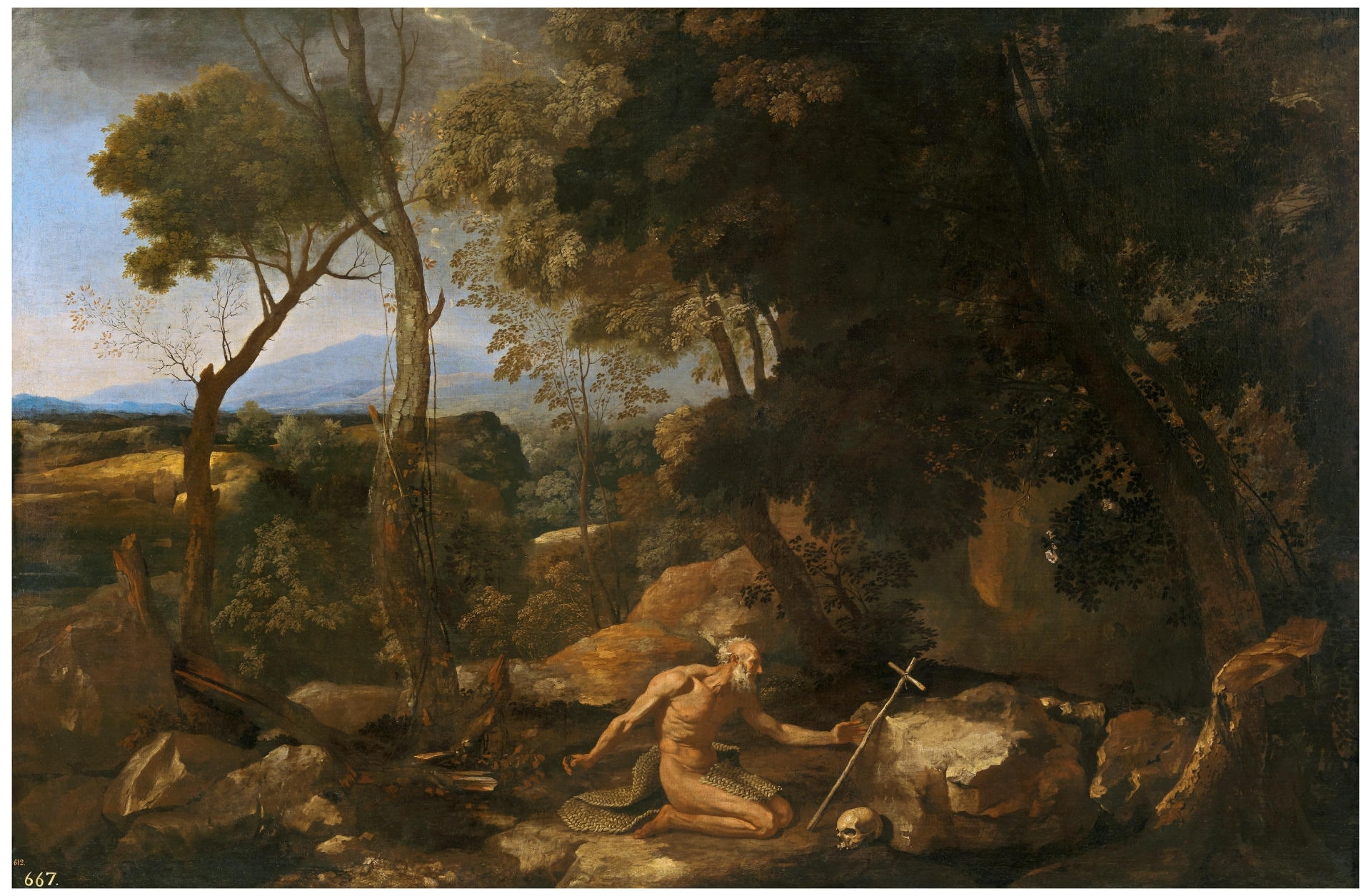
ニコラ・プッサン『隠者聖パウルスのいる風景』
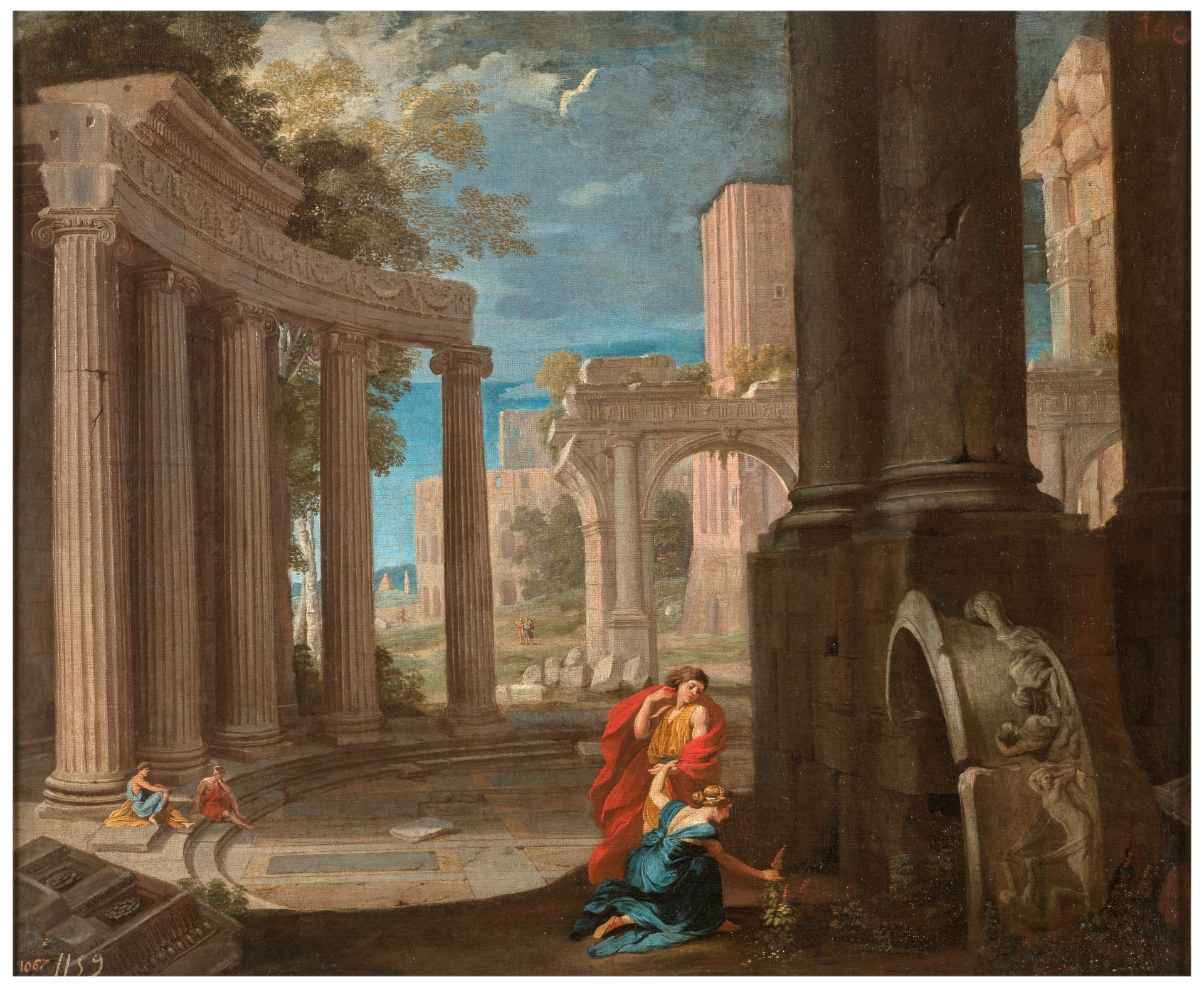
ジャン・ルメール『廃墟』